# Pernell Whitaker
Pernell Whitaker (Norfolk, 2 januari 1964 – Virginia Beach, 14 juli 2019) was een Amerikaanse bokser. Hij is wereldkampioen geweest in vier verschillende gewichtsklassen. 
Als amateur won Whitaker een zilveren medaille in de lichtgewichtsklasse op de Wereldkampioenschappen van 1982, gevolgd door goud op de Pan-Amerikaanse Spelen 1983 en op de Olympische Spelen 1984 in Los Angeles. 
Whitaker begon toen zijn carrière als professional, waarin hij wereldtitels won in vier verschillende gewichtsklassen. Hij won de IBF, WBC en WBA-titels in het lichtgewicht, de IBF-titel in het junior weltergewicht, de WBC-titel in het weltergewicht en de WBA-titel in het superweltergewicht. In 2001 ging hij met pensioen. Hij wordt beschouwd als een van de beste defensieve boksers aller tijden.
Op 14 juli 2019 overleed Whitaker doordat hij werd aangereden door een voertuig.